# Gorjal

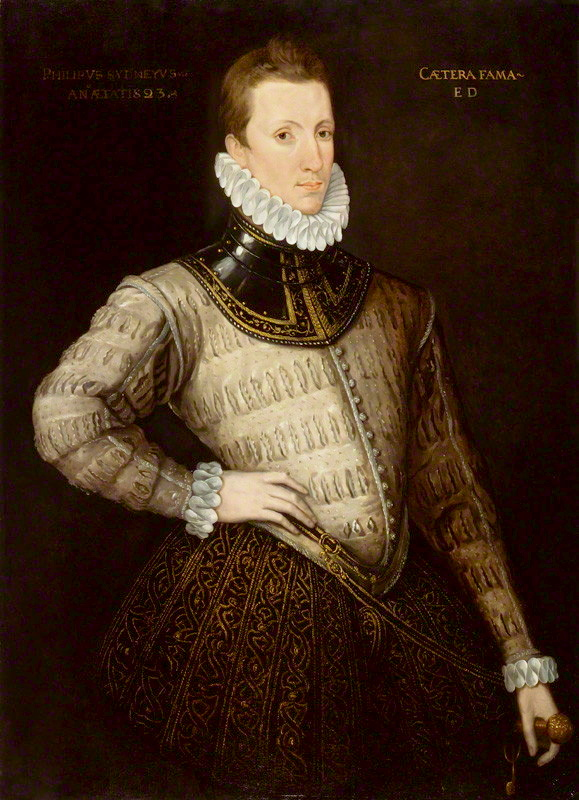
Sir Philip Sidney amb un gorjal

El gorjal és la peça de l'armadura antiga que s'ajustava al coll i que servia per a la seva defensa. Aquesta peça de l'armadura de plata va substituir la gola de malla, que al final es feia ja de peces de ferro articulades i, per tant, no degué aparèixer fins a mitjans del segle xv. El gorjal era la primera peça que es vestia. A sobre hi anava la cuirassa i els guardabraços, que se li enllaçaven després mitjançant una sivella i una corretja. Consistia en un coll de ferro dividit en dues peces articulades per tal de poder-lo ajustar; portava una faldilla o avanç semicircular o poligonal que cobria la part superior del pit, i un altre que cobria les espatlles, unint-se ambdós sobre les espatlles.
El gorjal es va utilitzar molt amb l'elmet perquè aquest casc, com la celada d'encaix, necessitava un coll que el detingués i subjectés per deixar lliure el moviment del cap dins del casc. L'ús del gorjal continuà durant tot el segle xvi. A finals del mateix s'empraven en Anglaterra uns gorjals als quals anaven units els guardabraços o muscleres que estaven compostos de làmines articulades. A Espanya es va usar molt el gorjal durant el segle xvi. Per la seva importància històrica s'ha de citar el gorjal de Felip II que es guardava a la Reial Armeria de Madrid, en què es podien apreciar diversos relleus de plata representant un exèrcit en el tràngol de prendre la plaça de Sant Quintí. També s'ha de citar un altre gorjal semblant, damasquinat i cisellat, que va pertànyer a l'armadura de Francesc I de França, obra del renaixement italià.